# Dyskografia Bedoesa
Dyskografia Bedoesa, polskiego rapera, składa się z czterech albumów studyjnych, dwóch minialbumów, sześciu mixtape’ów, jednego albumu w ramach supergrupy, pięćdziesięciu trzech singli (w tym osiemnastu z gościnnym udziałem) oraz trzydziestu trzech teledysków.
Raper zadebiutował na rynku muzycznym mixtape’em Ganesha’s blessing, wydanym 3 lutego 2013 roku, nakładem wytwórni muzycznej Miami Hit Music.
Trzy lata później, 17 lutego 2017 roku ukazał się jego debiutancki album studyjny Aby śmierć miała znaczenie, wyprodukowany przez Kubiego Producenta który dotarł do 1. miejsca oficjalnej polskiej listy sprzedaży i uzyskał certyfikat złotej płyty za sprzedaż ponad 15 000 egzemplarzy. Promowały go single „Nfz”, „Napad”, „Raz”, „Kolega brata rapera”, „C’est la vie”,  „Hymn”, „Anioły” oraz single „Biały i młody” i „Gang, gang, gang”, notowane na 1. miejscu listy przebojów stacji telewizyjnej Hip Hop TV.
14 listopada 2018 roku razem z zespołem muzycznym Golec uOrkiestra wydał singel „Janosik” który dotarł do 39. miejsca listy AirPlay – Top, ukazującej najczęściej odtwarzane utwory w polskich rozgłośniach radiowych.
30 listopada 2018 roku na rynek trafił drugi album studyjny rapera Kwiat polskiej młodzieży, wyprodukowany również przez Kubiego Producenta. Płyta uplasowała się na 1. miejscu na oficjalnej polskiej liście sprzedaży i zdobyła w Polsce status potrójnej platynowej za sprzedaż ponad 90 000 egzemplarzy. Album promowały single „05:05”, „Wow”, „Janosik, „Toy story”, „Delfin”, oraz „Chłopaki nie płaczą”, do których nagrano teledyski.
Trzeci album studyjny Bedoesa, zatytułowany Opowieści z Doliny Smoków, wyprodukowany przez Lanka, ukazał się 29 listopada 2019 i dotarł do 1. miejsca na oficjalnej polskiej liście sprzedaży oraz zdobył w Polsce status diamentowej płyty za sprzedaż ponad 150 000 egzemplarzy. Album promowały single „Vogue”, „Brzydkie rzeczy”, „1998 (mam to we krwi)”, „Opowieści z Doliny Smoków”, „Nadchodzi lato” oraz „Michelangelo”, do których zostały nagrane teledyski.
29 listopada 2019 roku ukazał się również drugi minialbum Bedoesa, zatytułowany 2119, wyprodukowany przez Lanka i wydany za pośrednictwem wytwórni SBM Label.
W 2022 roku raper wziął udział w 13. edycji festiwalu Męskie Granie, podczas którego razem z innymi jego uczestnikami wykonał singel „Jest tylko teraz” który dotarł do 10. miejsca listy AirPlay – Top oraz wydał album Męskie Granie 2022 który dotarł do 2. miejsca na oficjalnej polskiej liście sprzedaży oraz uzyskał certyfikat złotej płyty za sprzedaż ponad 15 000 kopii.
15 stycznia 2021 roku ukazał się jego czwarty album studyjny Rewolucja romantyczna, który dotarł do 1. miejsca na oficjalnej polskiej liście sprzedaży oraz uzyskał certyfikat podwójnej platynowej płyty za sprzedaż ponad 60 000 egzemplarzy.

## Albumy studyjne
| Rok  | Dane dot. albumu | Pozycja na liście | Certyfikat                 | Sprzedaż        |
| Rok  | Dane dot. albumu | OLiS              | Certyfikat                 | Sprzedaż        |
| ---- | --- | ----------------- | -------------------------- | --------------- |
| 2017 | Aby śmierć miała znaczenie (produkcja Kubi Producent) - Data: 17 lutego 2017 - Wydawca: SB Maffija, Step Hurt - Format: CD, digital download | 1                 | - ZPAV: platynowa płyta    | - POL: 30 000+  |
| 2018 | Kwiat polskiej młodzieży (produkcja Kubi Producent) - Data: 30 listopada 2018 - Wydawca: SBM Label - Format: CD, digital download            | 1                 | - ZPAV: 4× platynowa płyta | - POL: 120 000+ |
| 2019 | Opowieści z Doliny Smoków (produkcja Lanek) - Data: 29 listopada 2019 - Wydawca: SBM Label - Format: CD, digital download, winyl             | 1                 | - ZPAV: diamentowa płyta   | - POL: 150 000+ |
| 2021 | Rewolucja romantyczna (produkcja Lanek) - Data: 15 stycznia 2021 - Wydawca: SBM Label - Format: CD, digital download, winyl                  | 1                 | - ZPAV: 2× platynowa płyta | - POL: 60 000+  |

## Minialbumy
| Rok  | Dane dot. albumu |
| ---- | --- |
| 2014 | 2114 (produkcja Lanek) - Data: 16 stycznia 2014 - Wydawca: Freshville Records/SB Maffija (Reedycja) - Format: CD, digital download |
| 2019 | 2119 (produkcja Lanek) - Data: 29 listopada 2019 - Wydawca: SBM Label - Format: CD, digital download                               |

## Mixtape’y
| Rok  | Dane dot. albumu                                                                                                |
| ---- | --- |
| 2013 | Ganesha’s blessing - Data: 3 lutego 2013 - Wydawca: Miami Hit Music - Format: digital download                  |
| 2013 | Gucci watch - Data: 2 lipca 2013 - Wydawca: Miami Hit Music - Format: digital download                          |
| 2013 | Najgrubszy z najmłodszych - Data: lipiec 2013 - Wydawca: Miami Hit Music - Format: digital download             |
| 2013 | Anubis’s Throne - Data: 16 lipca 2013 - Wydawca: Freshville Records - Format: digital download                  |
| 2013 | Fr$htillidix - Data: 22 grudnia 2013 - Wydawca: Freshville Records - Format: CD, digital download               |
| 2014 | Tbk (to Bartodzieje kurwo) - Data: 22 grudnia 2014 - Wydawca: Freshville Records - Format: CD, digital download |

## Albumy w ramach supergrup
| Rok  | Dane dot. albumu | Najwyższa pozycja na liście | Certyfikat               | Sprzedaż        |
| Rok  | Dane dot. albumu | OLiS                        | Certyfikat               | Sprzedaż        |
| ---- | --- | --------------------------- | ------------------------ | --------------- |
| 2020 | Hotel Maffija (Jako SB Maffija) - Wydany: 25 listopada 2022 - Wytwórnia: SBM Label - Format: CD, digital download, streaming                                                                       | 1                           | - ZPAV: złota płyta      | - POL: 15 000+  |
| 2022 | Hotel Maffija 2 (Jako SB Maffija) - Wydany: 28 stycznia 2022 - Wytwórnia: SBM Label - Format: CD, digital download, streaming                                                                      | 25                          | - ZPAV: diamentowa płyta | - POL: 150 000+ |
| 2022 | Męskie Granie 2022 (Męskie Granie Orkiestra 2022: Bedoes, Krzysztof Zalewski i Kwiat Jabłoni) - Wydany: 25 listopada 2022 - Wytwórnia: Mystic Production - Format: CD, digital download, streaming | 2                           | - ZPAV: złota płyta      | - POL: 15 000+  |

## Single

### Jako główny artysta
| Rok  | Tytuł                                                                                              | Pozycja na liście | Pozycja na liście | Certyfikat                 | Album                                    |
| Rok  | Tytuł                                                                                              | POL (OLiA)        | POL (stream)      | Certyfikat                 | Album                                    |
| ---- | -------------------------------------------------------------------------------------------------- | ----------------- | ----------------- | -------------------------- | ---------------------------------------- |
| 2016 | „Gang, gang, gang” (oraz Kubi Producent)                                                           |                   |                   | - ZPAV: platynowa płyta    | Aby śmierć miała znaczenie               |
| 2016 | „Biały i młody” (oraz Kubi Producent)                                                              |                   |                   | - ZPAV: 2× platynowa płyta | Aby śmierć miała znaczenie               |
| 2017 | „Napad” (oraz Kubi Producent)                                                                      |                   |                   | - ZPAV: platynowa płyta    | Aby śmierć miała znaczenie               |
| 2017 | „Gustaw”                                                                                           |                   |                   | - ZPAV: platynowa płyta    | Singel niealbumowy                       |
| 2017 | „05:05” (oraz Kubi Producent)                                                                      |                   |                   | - ZPAV: 3× platynowa płyta | Kwiat polskiej młodzieży                 |
| 2018 | „Filipiny” (oraz Kubi Producent)                                                                   |                   |                   |                            | Singel niealbumowy                       |
| 2018 | „Wow” (oraz Kubi Producent)                                                                        |                   |                   | - ZPAV: platynowa płyta    | Kwiat polskiej młodzieży                 |
| 2018 | „Gucci Mane” (oraz Deemz, Young Multi)                                                             |                   |                   | - ZPAV: platynowa płyta    | Sauce                                    |
| 2018 | „Kwiat polskiej młodzieży” (oraz Kubi Producent)                                                   |                   |                   | - ZPAV: platynowa płyta    | Kwiat polskiej młodzieży                 |
| 2018 | „Janosik” (oraz Kubi Producent; gośc. Golec uOrkiestra)                                            | 39                |                   | - ZPAV: 3× platynowa płyta | Kwiat polskiej młodzieży                 |
| 2018 | „Toy Story” (oraz Kubi Producent; gośc. Rafonix)                                                   |                   |                   | - ZPAV: platynowa płyta    | Kwiat polskiej młodzieży                 |
| 2018 | „Gady” (oraz Kubi Producent; gośc. Białas, Eldo)                                                   |                   |                   | - ZPAV: platynowa płyta    | Kwiat polskiej młodzieży                 |
| 2019 | „Michelangelo” (oraz Lanek; gośc. Pressa)                                                          |                   |                   | - ZPAV: 4× platynowa płyta | Opowieści z Doliny Smoków                |
| 2019 | „Nadchodzi lato” (oraz Lanek)                                                                      |                   |                   | - ZPAV: 3× platynowa płyta | Opowieści z Doliny Smoków                |
| 2019 | „Hardcore Pleasure” (oraz Lanek; gośc. Flexxy 2115, Kuqe 2115)                                     |                   |                   | - ZPAV: złota płyta        | Opowieści z Doliny Smoków                |
| 2019 | „FPS” (oraz Lanek)                                                                                 |                   |                   | - ZPAV: 2× platynowa płyta | Opowieści z Doliny Smoków                |
| 2019 | „Jesteś ładniejsza niż na zdjęciach (na zawsze)” (oraz Lanek)                                      |                   |                   | - ZPAV: diamentowa płyta   | Opowieści z Doliny Smoków                |
| 2019 | „Opowieści z Doliny Smoków” (oraz Lanek)                                                           |                   |                   | - ZPAV: 3× platynowa płyta | Opowieści z Doliny Smoków                |
| 2019 | „1998 (mam to we krwi)” (oraz Lanek)                                                               |                   |                   | - ZPAV: 3× platynowa płyta | Opowieści z Doliny Smoków                |
| 2019 | „Brzydkie rzeczy” (oraz Lanek)                                                                     |                   |                   | - ZPAV: 2× platynowa płyta | Opowieści z Doliny Smoków                |
| 2019 | „Sauvage” (oraz Lanek; gośc. Białas, Taco Hemingway)                                               |                   |                   | - ZPAV: złota płyta        | Opowieści z Doliny Smoków                |
| 2020 | „Marzenia” (oraz Mr. Polska)                                                                       |                   |                   | - ZPAV: platynowa płyta    | Bajki na dobranoc                        |
| 2020 | „Rewolucja romantyczna” (oraz Lanek)                                                               |                   |                   | - ZPAV: złota płyta        | Rewolucja romantyczna                    |
| 2020 | „Chrome Hearts /” (oraz Lanek)                                                                     |                   |                   | - ZPAV: złota płyta        | Rewolucja romantyczna                    |
| 2020 | „Toa$t /” (oraz Lanek)                                                                             |                   |                   | - ZPAV: platynowa płyta    | Rewolucja romantyczna                    |
| 2021 | „Bukiet białych róż (SQUADSHIT #13)” (oraz Lanek; gośc. Blu)                                       |                   |                   |                            | Rewolucja romantyczna                    |
| 2021 | „Doda :*” (oraz Lanek)                                                                             |                   |                   | - ZPAV: platynowa płyta    | Rewolucja romantyczna                    |
| 2022 | „Więcej dymu” (oraz White, Flexxy, Kuqe; jako 2115)                                                |                   |                   | - ZPAV: platynowa płyta    | Rodzinny biznes                          |
| 2022 | „Bedoesiara” (oraz White; jako 2115)                                                               |                   | 77                | - ZPAV: 3× platynowa płyta | Rodzinny biznes                          |
| 2022 | „Ketchup” (oraz Blacha, White, Kuqe; jako 2115)                                                    |                   | 18                | - ZPAV: 3× platynowa płyta | Rodzinny biznes                          |
| 2022 | „Na krańcu świata” (oraz White, Kuqe; jako 2115)                                                   |                   | 26                | - ZPAV: platynowa płyta    | Rodzinny biznes                          |
| 2022 | „I’m a Star Now” (oraz Blacha, Flexxy, Kuqe, White; jako 2115; gośc. Pressa)                       |                   |                   | - ZPAV: złota płyta        | Rodzinny biznes                          |
| 2023 | „Wilk” (oraz Kuque 2115)                                                                           |                   |                   |                            | Wilk (II sezon, ścieżka dźwiękowa)       |
| 2023 | „Lustro” (oraz Dawid Kwiatkowski)                                                                  |                   |                   |                            | Singel niealbumowy                       |
| 2023 | „Całkiem nowa bajka” (oraz Igo, Kaśka Sochacka, Mrozu, Artur Rojek, Brodka, Ralph Kaminski, Sokół) | 3                 | 4                 | - ZPAV: diamentowa płyta   | Akademia Pana Kleksa (ścieżka dźwiękowa) |

### Jako członek SB Maffija
| Rok  | Tytuł                                                                           | Certyfikat                 | Album           |
| ---- | ------------------------------------------------------------------------------- | -------------------------- | --------------- |
| 2020 | „Hotel Maffija” (jako członek SB Maffija)                                       | - ZPAV: 2× platynowa płyta | Hotel Maffija   |
| 2020 | „Biorę się w garść” (jako członek SB Maffija)                                   | - ZPAV: złota płyta        | Hotel Maffija   |
| 2022 | „Parapetówa” (jako członek SB Maffija)                                          | - ZPAV: 2× platynowa płyta | Hotel Maffija 2 |
| 2022 | „Agrest i bez” (jako członek SB Maffija; gośc. Kuqe 2115, Flexxy 2115, Blacha)  | - ZPAV: 2× platynowa płyta | Hotel Maffija 2 |
| 2022 | „Doba hotelowa” (jako członek SB Maffija; gośc. Flexxy 2115, Kuqe 2115, Blacha) | - ZPAV: platynowa płyta    | Hotel Maffija 2 |
| 2022 | „Chodzę po Luwrze” (jako członek SB Maffija)                                    | - ZPAV: złota płyta        | Hotel Maffija 2 |
| 2022 | „Lawenda” (jako członek SB Maffija)                                             | - ZPAV: diamentowa płyta   | Hotel Maffija 2 |
| 2022 | „Pancerz” (jako członek SB Maffija)                                             | - ZPAV: platynowa płyta    | Hotel Maffija 2 |
| 2022 | „Proste fakty” (jako członek SB Maffija; gośc. Kuqe 2115, Flexxy 2115, Blacha)  | - ZPAV: 3× platynowa płyta | Hotel Maffija 2 |
| 2023 | „Powodzenia Szaran” (jako członek SB Maffija)                                   |                            | Hotel Maffija 3 |

### Jako artysta gościnny
| Rok  | Tytuł                                                                   | Certyfikat               | Album                         |
| ---- | ----------------------------------------------------------------------- | ------------------------ | ----------------------------- |
| 2016 | „Patrzcie idzie frajer” (Białas; gośc. Bedoes)                          | - ZPAV: złota płyta      | H8M4                          |
| 2017 | „Na serio” (Białas, Lanek; gośc. Bedoes)                                | - ZPAV: platynowa płyta  | Polon                         |
| 2017 | „Diamenty” (Young Multi; gośc. Bedoes)                                  | - ZPAV: złota płyta      | Nowa fala                     |
| 2017 | „Eldorado” (Deemz; gośc. Bedoes, PlanBe)                                | - ZPAV: diamentowa płyta | Sauce                         |
| 2018 | „Choker” (MIYO; gośc. Bedoes)                                           |                          | Singel niealbumowy            |
| 2018 | „Braciszku” (Blacha; gośc. Bedoes)                                      | - ZPAV: platynowa płyta  | Trapical Moon                 |
| 2019 | „Górą Ty” (Golec uOrkiestra, Gromee; gośc. Bedoes)                      |                          | Symphoetnic                   |
| 2019 | „Jestem zdrowy” (Solar; gośc. Bedoes)                                   | - ZPAV: złota płyta      | Pokój zero                    |
| 2020 | „Na osiedlu” (Szpaku, Kubi Producent; gośc. Bedoes)                     | - ZPAV: złota płyta      | Dzieci duchy                  |
| 2023 | „Pamiętam siebie” (Kuban; gośc. Bedoes)                                 | - ZPAV: platynowa płyta  | Spokój.                       |
| 2023 | „Sidehoe” (Żabson; gośc. Bedoes)                                        | - ZPAV: złota płyta      | Ostatni ziomal                |
| 2023 | „Więcej życia” (Kubi Producent; gośc. Bedoes, Szpaku)                   | - ZPAV: złota płyta      | Sen, którego nigdy nie miałem |
| 2023 | „Los” (SB Maffija; gośc. Bedoes, White, kuqe, Blacha, Flexxy jako 2115) |                          | Hotel Maffija 3               |
| 2023 | „Beztroski czas” (Alberto; gośc. Bedoes)                                |                          |                               |
| 2024 | „Nienawidzę Warszawy!” (Chivas; gośc. Bedoes)                           | - ZPAV: złota płyta      | Deathcore                     |
| 2024 | „Napalone fanki” (Eryk Moczko; gośc. Miü, Bedoes)                       | - ZPAV: platynowa płyta  | V24                           |
| 2024 | „Embassy / Ambasada” (oraz Killy)                                       |                          | Singel niealbumowy            |
| 2024 | „Choć nie widać na zewnątrz” (White 2115; gośc. Bedoes)                 |                          | Rockst4r                      |

## Inne certyfikowane utwory
| Rok  | Tytuł                                                                                 | Certyfikat                 | Album                     |
| ---- | ------------------------------------------------------------------------------------- | -------------------------- | ------------------------- |
| 2017 | „Czarownica” (Drużyna 2115; gośc. Bedoes, White 2115, Kuqe 2115)                      | - ZPAV: złota płyta        | Piosenki o miłości        |
| 2018 | „Nowi kumple” (White 2115; gośc. Bedoes, Kuqe 2115)                                   | - ZPAV: 2× platynowa płyta | Rockstar                  |
| 2018 | „1000 koni” (oraz Kubi Producent)                                                     | - ZPAV: platynowa płyta    | Kwiat polskiej młodzieży  |
| 2018 | „Bardzo przepraszam” (oraz Kubi Producent)                                            | - ZPAV: złota płyta        | Kwiat polskiej młodzieży  |
| 2018 | „Delfin” (oraz Kubi Producent; gośc. Koldi, Young Multi, Beteo)                       | - ZPAV: 2× platynowa płyta | Kwiat polskiej młodzieży  |
| 2018 | „Mercedes GLE Coupé” (oraz Kubi Producent; gośc. Blacha 2115, Kuqe 2115, Flexxy 2115) | - ZPAV: złota płyta        | Kwiat polskiej młodzieży  |
| 2018 | „Rivendell” (oraz Kubi Producent)                                                     | - ZPAV: złota płyta        | Kwiat polskiej młodzieży  |
| 2018 | „Chłopaki nie płaczą” (oraz Kubi Producent; gośc. Taco Hemingway)                     | - ZPAV: 3× platynowa płyta | Kwiat polskiej młodzieży  |
| 2019 | „Pod prąd” (Blacha; gośc. Bedoes)                                                     | - ZPAV: złota płyta        | Fama                      |
| 2019 | „Fresh Prince (trill 4ever)” (oraz Lanek; gośc. Malik Montana)                        | - ZPAV: platynowa płyta    | Opowieści z Doliny Smoków |
| 2019 | „Lesbijki” (oraz Lanek)                                                               | - ZPAV: platynowa płyta    | Opowieści z Doliny Smoków |
| 2019 | „Łzy (pierwszy kawałek na tej płycie)” (oraz Lanek; gośc. Kuqe 2115)                  | - ZPAV: platynowa płyta    | Opowieści z Doliny Smoków |
| 2019 | „Playboy (dla Lanka)” (oraz Lanek; gośc. Blacha 2115)                                 | - ZPAV: złota płyta        | Opowieści z Doliny Smoków |
| 2019 | „Smoki” (oraz Lanek)                                                                  | - ZPAV: platynowa płyta    | Opowieści z Doliny Smoków |
| 2019 | „Vogue” (oraz Lanek)                                                                  | - ZPAV: 4× platynowa płyta | Opowieści z Doliny Smoków |
| 2019 | „Wschód (lubię zapierdalać)” (oraz Lanek; gośc. Kosa, White 2115)                     | - ZPAV: 2× platynowa płyta | Opowieści z Doliny Smoków |
| 2020 | „Zło jest wszędzie” (Białas; gośc. Bedoes)                                            | - ZPAV: złota płyta        | H8                        |
| 2020 | „Niepłaczęponotredame” (Quebonafide; gośc. Bedoes)                                    | - ZPAV: złota płyta        | Romantic Psycho           |
| 2020 | „Zimna noc i szybkie auta” (jako członek SB Maffija)                                  | - ZPAV: platynowa płyta    | Hotel Maffija             |
| 2020 | „Morfina” (Białas; gośc. Bedoes)                                                      | - ZPAV: złota płyta        | H8M5                      |
| 2021 | „City Boy :*” (oraz Lanek)                                                            | - ZPAV: platynowa płyta    | Rewolucja romantyczna     |
| 2021 | „Frenezja romantyczna :*” (oraz Lanek)                                                | - ZPAV: złota płyta        | Rewolucja romantyczna     |
| 2021 | „Mbappé /” (oraz Lanek)                                                               | - ZPAV: złota płyta        | Rewolucja romantyczna     |
| 2021 | „Nawiedzony dom /” (oraz Lanek; gośc. Szpaku)                                         | - ZPAV: złota płyta        | Rewolucja romantyczna     |
| 2021 | „NBP /” (oraz Lanek)                                                                  | - ZPAV: złota płyta        | Rewolucja romantyczna     |
| 2021 | „Tajemnice Atlantydy /” (oraz Lanek)                                                  | - ZPAV: złota płyta        | Rewolucja romantyczna     |
| 2021 | „Tatuaże i striptiz /” (oraz Lanek)                                                   | - ZPAV: złota płyta        | Rewolucja romantyczna     |
| 2022 | „Diamenty” (oraz White; jako 2115; gośc. Doda)                                        | - ZPAV: złota płyta        | Rodzinny biznes           |
| 2022 | „Dresscode” (oraz White; jako 2115; gośc. Taco Hemingway)                             | - ZPAV: 3× platynowa płyta | Rodzinny biznes           |
| 2022 | „Glow Up” (oraz Blacha, Flexxy, Kuqe; jako 2115; gośc. Wersow)                        | - ZPAV: złota płyta        | Rodzinny biznes           |
| 2022 | „GUGU x 2115” (oraz White, Kuqe; jako 2115; gośc. Szpaku, Chivas)                     | - ZPAV: złota płyta        | Rodzinny biznes           |
| 2024 | „Certified Lover” (Oki; gośc. Bedoes)                                                 | - ZPAV: złota płyta        | Era47                     |

### Inne utwory
| Rok  | Tytuł                        | Źródło  |
| ---- | ---------------------------- | ------- |
| 2015 | „Puszki, kartony, butelki”   | [ 150 ] |
| 2017 | „AŚMZ (Filipek diss)”        | [ 151 ] |
| 2017 | „Pinokio (Filipek diss)”     | [ 152 ] |
| 2017 | „Rocket jump (Filipek diss)” | [ 153 ] |
| 2018 | „Wpłatomat (Tomb diss)”      | [ 154 ] |
| 2018 | „0:45 (Dixon37 odpowiedź)”   | [ 155 ] |
| 2020 | „#Hot16Challenge2”           | [ 156 ] |

## Teledyski
| Rok  | Tytuł                                                                                          | Reżyseria          | Album                      |
| ---- | ---------------------------------------------------------------------------------------------- | ------------------ | -------------------------- |
| 2016 | „Gang, gang, gang” (oraz Kubi Producent)                                                       | Mikołaj Wiśniewski | Aby śmierć miała znaczenie |
| 2016 | „Biały i młody” (oraz Kubi Producent)                                                          | Mikołaj Wiśniewski | Aby śmierć miała znaczenie |
| 2017 | „Nfz” (oraz Kubi Producent)                                                                    | Kamil Łanka        | Aby śmierć miała znaczenie |
| 2017 | „Napad” (oraz Kubi Producent)                                                                  | Mikołaj Wiśniewski | Aby śmierć miała znaczenie |
| 2017 | „Raz” (oraz Kubi Producent) (gościnnie: Beteo)                                                 | Peron Videos       | Aby śmierć miała znaczenie |
| 2017 | „Kolega brata rapera” (oraz Kubi Producent)                                                    | Peron Videos       | Aby śmierć miała znaczenie |
| 2017 | „C’est la vie” (oraz Kubi Producent)                                                           | Mikołaj Wiśniewski | Aby śmierć miała znaczenie |
| 2017 | „Hymn” (oraz Kubi Producent) (gościnnie: Białas, Solar)                                        | H D S C V M        | Aby śmierć miała znaczenie |
| 2017 | „Anioły” (oraz Kubi Producent)                                                                 | Mikołaj Wiśniewski | Aby śmierć miała znaczenie |
| 2017 | „Gustaw”                                                                                       | Mikołaj Wiśniewski | Singel niealbumowy         |
| 2017 | „05:05” (oraz Kubi Producent)                                                                  | Mikołaj Wiśniewski | Kwiat polskiej młodzieży   |
| 2018 | „Filipiny” (oraz Kubi Producent)                                                               | Mikołaj Wiśniewski | Singel niealbumowy         |
| 2018 | „Wow” (oraz Kubi Producent)                                                                    | Szkoła Teledysków  | Kwiat polskiej młodzieży   |
| 2018 | „Janosik” (oraz Kubi Producent) (gościnnie: GolecU Orkiestra)                                  | H D S C V M        | Kwiat polskiej młodzieży   |
| 2018 | „Toy story” (oraz Kubi Producent) (gościnnie: Rafonix)                                         | Pablo 2115         | Kwiat polskiej młodzieży   |
| 2018 | „Delfin” (oraz Kubi Producent) (gościnnie: Koldi, Young Multi, Beteo)                          | Moher              | Kwiat polskiej młodzieży   |
| 2018 | „Chłopaki nie płaczą” (oraz Kubi Producent) (gościnnie: Taco Hemingway)                        | Mikołaj Wiśniewski | Kwiat polskiej młodzieży   |
| 2019 | „Michelangelo” (oraz Lanek) (gościnnie: Pressa)                                                | Trap Films         | Opowieści z Doliny Smoków  |
| 2019 | „Nadchodzi lato” (oraz Lanek)                                                                  | Kamil Łanka        | Opowieści z Doliny Smoków  |
| 2019 | „Hardcore Pleasure” (oraz Lanek) (gościnnie: Flexxy 2115, Kuqe 2115)                           | Haubenstock Films  | Opowieści z Doliny Smoków  |
| 2019 | „Opowieści z Doliny Smoków” (oraz Lanek)                                                       | Krzysztof Dziuba   | Opowieści z Doliny Smoków  |
| 2019 | „1998 (mam to we krwi)” (oraz Lanek)                                                           | Krzysztof Dziuba   | Opowieści z Doliny Smoków  |
| 2019 | „Brzydkie rzeczy” (oraz Lanek) gościnnie: DJ Johny                                             | Kamil Łanka        | Opowieści z Doliny Smoków  |
| 2019 | „Vogue” (oraz Lanek)                                                                           | Kamil Łanka        | Opowieści z Doliny Smoków  |
| 2020 | „Rewolucja romantyczna” (oraz Lanek)                                                           | Kamil Łanka        | Rewolucja romantyczna      |
| 2021 | „Chrome hearts /” (oraz Lanek)                                                                 | Kamil Łanka        | Rewolucja romantyczna      |
| 2021 | „Bukiet białych róż (squadshit #13) /” (oraz Lanek)                                            | Kamil Łanka        | Rewolucja romantyczna      |
| 2021 | „Doda :*” (oraz Lanek)                                                                         | Kamil Łanka        | Rewolucja romantyczna      |
| 2022 | „Więcej dymu” (jako 2115)                                                                      |                    | Rodzinny biznes            |
| 2022 | „Bedoesiara” (jako 2115)                                                                       | Robert Kuliński    | Rodzinny biznes            |
| 2022 | „Jest tylko teraz” (oraz Krzysztof Zalewski, Kwiat Jabłoni; jako Męskie Granie Orkiestra 2022) | Daniel Jaroszek    | Singel niealbumowy         |
| 2022 | „Ketchup” (jako 2115)                                                                          |                    | Rodzinny biznes            |
| 2022 | „Na krańcu świata” (jako 2115)                                                                 |                    | Rodzinny biznes            |